# 內土線
內土線（朝鲜语：／ Naet'o sŏn */?）是朝鮮民主主義人民共和國的一條已停用的鐵道線路，站點為黃海南道的花山站到內土站。

## 路线概况
- 距离：2.1km
- 车站数：2
- 轨距：1,435mm
- 电气化区间：无
- 复线区间：无